# Garra (gênero)
Garra é um gênero de peixes da família Cyprinidae.

## Espécies
- Garra abhoyai Hora, 1921
- Garra aethiopica (Pellegrin, 1927)
- Garra allostoma T. R. Roberts, 1990
- Garra alticaputus Arunachalam, Nandagopal & Mayden, 2013 [1]
- Garra amirhosseini Esmaeili, Sayyadzadeh, Coad & Eagderi, 2016 [2]
- Garra annandalei Hora, 1921
- Garra apogon (Norman, 1925)
- Garra arunachalami Johnson & Soranam, 2001
- Garra arunachalensis Nebeshwar &  Vishwanath, 2013 [3]
- Garra arupi Nebeshwar, Vishwanath & D. N. Das, 2009
- Garra barreimiae Fowler & Steinitz, 1956
- Garra bibarbatus (Nguyen, 2001)
- Garra bicornuta Narayan Rao, 1920
- Garra bimaculacauda Thoni, Gurung & Mayden, 2016 [4]
- Garra birostris Nebeshwar &  Vishwanath, 2013 [3]
- Garra bisangulris Chen, Wu, & Xiao, 2010
- Garra bispinosa E. Zhang, 2005
- Garra blanfordii (Boulenger, 1901)
- Garra borneensis (Vaillant, 1902)
- Garra bourreti (Pellegrin, 1928)
- Garra buettikeri Krupp, 1983
- Garra cambodgiensis (Tirant, 1883) (Cambodian logsucker)
- Garra ceylonensis Bleeker, 1863 (Ceylon logsucker)
- Garra chakpiensis Nebeshwar & Vishwanath, 2015 [5]
- Garra chebera Habteselassie, Mikschi, Ahnelt & Waidbacher, 2010
- Garra chindwinensis Nongthombam Premananda, Kosygin, Bano Saidullah, 2017[6]
- Garra compressus Kosygin & Vishwanath, 1998
- Garra congoensis Poll, 1959
- Garra cornigera Shangningam & Vishwanath, 2015 [7]
- Garra cryptonema (G. H. Cui & Z. Y. Li, 1984) [8]
- Garra culiciphaga (Pellegrin, 1927) [9]
- Garra cyclostomata Đ. Y. Mai, 1978
- Garra cyrano Kottelat, 2000
- Garra dampaensis Lalronunga, Lalnuntluanga & Lalramliana, 2013 [10]
- Garra dembecha Getahun & Stiassny, 2007
- Garra dembeensis (Rüppell, 1835) (Cameroon logsucker)
- Garra dulongensis (Chen, Pan, Kong & Yang, 2006)
- Garra dunsirei Banister, 1987
- Garra duobarbis Getahun & Stiassny, 2007
- Garra elegans (Günther, 1868) [11]
- Garra elongata Vishwanath & Kosygin, 2000 [12]
- Garra emarginata Kurup & Radhakrishnan, 2011 [13]
- Garra ethelwynnae Menon, 1958
- Garra fasciacauda Fowler, 1937
- Garra festai (Tortonese, 1939) [14]
- Garra fisheri (Fowler, 1937)
- Garra flavatra S. O. Kullander & F. Fang, 2004
- Garra fluviatilis Kangrang, Thoni, Mayden & Beamish, 2016 [15]
- Garra fuliginosa Fowler, 1934
- Garra geba Getahun & Stiassny, 2007
- Garra ghorensis Krupp, 1982
- Garra gotyla (J. E. Gray, 1830)
- Garra gracilis (Pellegrin & Chevey, 1936)
- Garra gravelyi (Annandale, 1919)
- Garra hainanensis Y. R. Chen & C. Y. Zheng, 1983
- Garra hindii (Boulenger, 1905)
- Garra hughi Silas, 1955
- Garra ignestii (Gianferrari, 1925)
- Garra imbarbatus (Nguyen, 2001)
- Garra imberba Garman, 1912
- Garra imberbis (Vinciguerra, 1890)
- Garra incisorbis L. P. Zheng, J. X. Yang & X. Y. Chen, 2016 [16]
- Garra jaldhakaensis, Kosygin, Bungdon Shangningam, Pratima Singh, Ujjal Das, 2021[17]
- Garra jerdoni F. Day, 1867 [18]
- Garra jordanica Hamidan, Geiger & Freyhof, 2014 [14]
- Garra joshuai Silas, 1954
- Garra kalakadensis Rema Devi, 1993
- Garra kalpangi Nebeshwar, Bagra & D. N. Das, 2012 [19]
- Garra kemali (Hankó, 1925) [9]
- Garra kempi Hora, 1921
- Garra khawbungi Arunachalam, Nandagopal & Mayden, 2014 [20]
- Garra kimini Arunachalam, Nandagopal & Mayden, 2013 [1]
- Garra lamta (F. Hamilton, 1822)
- Garra lancrenonensis Blache & Miton, 1960
- Garra lautior Banister, 1987
- Garra lissorhynchus (McClelland, 1842)
- Garra litanensis Vishwanath, 1993
- Garra longchuanensis Q. Yu, X. Z. Wang, H. Xiong & S. P. He, 2016 [21]
- Garra longipinnis Banister & M. A. Clarke, 1977
- Garra lorestanensis Mousavi-Sabet & Eagderi, 2016 [22]
- Garra magnidiscus Tamang, 2013 [23]
- Garra makiensis (Boulenger, 1904)
- Garra mamshuqa Krupp, 1983
- Garra manipurensis Vishwanath & Sarojnalini, 1988
- Garra mcclellandi (Jerdon, 1849)
- Garra menderesensis (Küçük, Bayçelebi, Güçlü & Gülle, 2015) [9]
- Garra menoni Rema Devi & T. J. Indra, 1984
- Garra micropulvinus W. Zhou, X. F. Pan & Kottelat, 2005
- Garra mini Rahman, Mollah, Norén & Kullander, 2016
- Garra minimus Arunachalam, Nandagopal & Mayden, 2013 [1]
- Garra mirofrontis X. L. Chu & G. H. Cui, 1987
- Garra mlapparaensis Kurup & Radhakrishnan, 2011 [13]
- Garra mondica Sayyadzadeh, Esmaeili & Freyhof, 2015 [24]
- Garra mullya (Sykes, 1839)
- Garra naganensis Hora, 1921
- Garra nambulica Vishwanath & H. Joyshree, 2005
- Garra namyaensis Shangningam & Vishwanath, 2012 [25][26]
- Garra nana (Heckel, 1843) [9]
- Garra nasuta (McClelland, 1838)
- Garra nethravathiensis Arunachalam & Nandagopal, 2014 [18]
- Garra nigricauda Arunachalam, Nandagopal & Mayden, 2013 [1]
- Garra nigricollis S. O. Kullander & F. Fang, 2004
- Garra nkhruletisis Nebeshwar & Vishwanath, 2015 [5]
- Garra notata (Blyth, 1860)
- Garra nujiangensis Z. M. Chen, S. Zhao & J. X. Yang, 2009
- Garra orientalis Nichols, 1925
- Garra ornata (Nichols & Griscom, 1917)
- Garra palaniensis Rema Devi & Menon, 1994
- Garra palaruvica Arunachalam, Raja, Nandagopal & Mayden, 2013 [carece de fontes?]
- Garra paralissorhynchus Vishwanath & K. Shanta Devi, 2005
- Garra parastenorhynchus Thoni, Gurung & Mayden, 2016 [4]
- Garra periyarensis K. C. Gopi, 2001
- Garra persica L. S. Berg, 1914
- Garra phillipsi Deraniyagala, 1933 (Phillips's garra)
- Garra platycephala Narayan Rao, 1920 [18]
- Garra poecilura S. O. Kullander & F. Fang, 2004
- Garra poilanei Petit & T. L. Tchang, 1933
- Garra propulvinus S. O. Kullander & F. Fang, 2004
- Garra qiaojiensis H. W. Wu & Yao, 1977
- Garra quadratirostris Nebeshwar &  Vishwanath, 2013 [3]
- Garra quadrimaculata (Rüppell, 1835)
- Garra rakhinica S. O. Kullander & F. Fang, 2004
- Garra regressus Getahun & Stiassny, 2007
- Garra robertsi Thoni & Mayden, 2015 [27]
- Garra rossica (A. M. Nikolskii, 1900)
- Garra rotundinasus E. Zhang, 2006
- Garra rufa (Heckel, 1843)
- Garra rupecula (McClelland, 1839)
- Garra sahilia Krupp, 1983
- Garra salweenica Hora & Mukerji, 1934
- Garra sindhi Lyon, Geiger & Freyhof, 2016 [28]
- Garra smarti Krupp & Budd, 2009
- Garra spilota S. O. Kullander & F. Fang, 2004
- Garra stenorhynchus Jerdon, 1849 [12]
- Garra surendranathanii C. P. Shaji, L. K. Arun & P. S. Easa, 1996
- Garra surinbinnani Page, Ray, Tongnunui, Boyd & Randall, 2019
- Garra tamangi Gurumayum & Kosygin, 2016 [12]
- Garra tana Getahun & Stiassny, 2007
- Garra tashanensis Mousavi-Sabet, Vatandoust, Fatemi & Eagderi, 2016[29]
- Garra tengchongensis E. Zhang & Y. Y. Chen, 2002
- Garra theunensis Kottelat, 1998
- Garra tibanica Trewavas, 1941 [14]
- Garra trilobata Shangningam & Vishwanath, 2015 [7]
- Garra tyao Arunachalam, Nandagopal & Mayden, 2014 [20]
- Garra typhlops (Bruun & E. W. Kaiser, 1944) (Iran cave barb) [30]
- Garra variabilis (Heckel, 1843)
- Garra vittatula S. O. Kullander & F. Fang, 2004
- Garra waensis Lothongkham, Arbsuwan & Musikasinthorn, 2014 [8]
- Garra wanae (Regan, 1914)
- Garra waterloti (Pellegrin, 1935)
- Garra yiliangensis H. W. Wu & Q. Z. Chen, 1977